# Rio Cricovul Sărat
O Rio Cricovul Sărat é um rio da Romênia, afluente do Rio Prahova, localizado nos distritos de Buzău, Prahova e Ialomița.